# Anne Boud'hors
Anne Boud'hors est une égyptologue, coptologue et philologue française, née en 1958. Directrice de recherche au CNRS, elle est une spécialiste importante des traductions bibliques en copte, particulièrement l'évangile de Jean.

## Biographie
Elle naît le 28 octobre 1958. Anne Boud'hors suit des études de lettres classiques à l'École normale supérieure et obtient l'agrégation de grammaire après un doctorat. Elle suit notamment les cours de philologie grecque de Jean Irigoin, où elle côtoie Philippe Hoffmann.
Directrice de recherche au CNRS,,, elle se consacre à l'étude de la langue et la civilisation copte. En collaboration avec Éléonore Cellard, François Déroche et Catherine Louis, elle étudie des textes coptes en lien avec la naissance de l'Islam. Entre autres, elle est spécialiste de la figure de Timothée Élure. La chercheuse édite et traduit certains textes des collections du Louvre. Elle intervient notamment auprès d'un antiquaire parisien pour permettre de publier le texte d'un manuscrit, et ses négociations permettent d'obtenir la publication du texte.
Avec sa collègue, Nathalie Bosson, elle entreprend un travail de coordination des études coptes et édite, en 2004, les Actes du huitième congrès international d’études coptes. Ce travail est poursuivi avec d'autres nouvelles éditions des congrès, comme le quatorzième, en 2016. Boud'hors est une des spécialistes mondiales des traductions bibliques en copte, particulièrement l'évangile de Jean. 
En novembre 2019, elle devient chevalier de l'ordre national du mérite.

## Distinctions
- Chevalier de l'ordre national du Mérite